# Tourrettes
Pour les articles ayant des titres homophones, voir Tourrette et Tourette.
Cet article possède un paronyme, voir Tourrettes-sur-Loup.
Tourrettes est une commune française située dans le département du Var en région Provence-Alpes-Côte d'Azur.

## Géographie

### Localisation
Située à l’est du département du Var, Tourrettes se situe  sentre les deux communes les plus développées
du Canton de Fayence : Fayence et Montauroux, et à équidistance des villes de Draguignan et Grasse (Alpes-Maritimes). La commune est membre de la communauté de communes du Pays de Fayence

### Hameaux, villages, écarts, lieux-dits
- Terre-Blanche[1].

### Voies de communications et transports

#### Voies routières
La commune de Tourrettes est accessible par la route départementale 219.

#### Transports en commun
- Transport en Provence-Alpes-Côte d'Azur

Commune autrefois desservie par le réseau Varlib.

### Géologie et relief
Le relief du territoire communal est caractérisé par la vallée du Riou qui traverse la commune d’est en ouest.

### Hydrographie et les eaux souterraines
Cours d'eau sur la commune ou à son aval (rivière, ruisseau, canal...), :
- la commune est arrosée par le Chautard, sous-affluent de la Siagne, long de 7,6 km[6].

### Climat
Pour des articles plus généraux, voir Climat de Provence-Alpes-Côte d'Azur et Climat du Var.
En 2010, le climat de la commune est de type climat méditerranéen franc, selon une étude du Centre national de la recherche scientifique s'appuyant sur une série de données couvrant la période 1971-2000. En 2020, Météo-France publie une typologie des climats de la France métropolitaine dans laquelle la commune est exposée à un climat méditerranéen et est dans la région climatique  Var, Alpes-Maritimes, caractérisée par une pluviométrie abondante en automne et en hiver (250 à 300 mm en automne), un très bon ensoleillement en été (fraction d’insolation > 75 %), un hiver doux (8 °C) et peu de brouillards. 
Pour la période 1971-2000, la température annuelle moyenne est de 13,9 °C, avec une amplitude thermique annuelle de 16 °C. Le cumul annuel moyen de précipitations est de 970 mm, avec 6,9 jours de précipitations en janvier et 2,6 jours en juillet. Pour la période 1991-2020, la température moyenne annuelle observée sur la station météorologique de Météo-France la plus proche, « Seillans », sur la commune de Seillans à 6 km à vol d'oiseau, est de 14,8 °C et le cumul annuel moyen de précipitations est de 914,4 mm. 
La température maximale relevée sur cette station est de 39,5 °C, atteinte le 7 août 2003 ; la température minimale est de −8,6 °C, atteinte le 20 décembre 2009,,. 
Les paramètres climatiques de la commune ont été estimés pour le milieu du siècle (2041-2070) selon différents scénarios d'émission de gaz à effet de serre à partir des nouvelles projections climatiques de référence DRIAS-2020. Ils sont consultables sur un site dédié publié par Météo-France en novembre 2022.

### Sismicité
Il existe trois zones de sismicité dans le Var : 
- Zone 0 : risque négligeable. C'est le cas de bon nombre de communes du littoral varois, ainsi que d'une partie des communes du centre Var. Malgré tout, ces communes ne sont pas à l'abri d'un effet tsunami, lié à un séisme en mer ;
- Zone Ia : risque très faible. Concerne essentiellement les communes comprises dans une bande allant de la montagne Sainte-Victoire au massif de l'Esterel ;
- Zone Ib : risque faible. Ce risque, le plus élevé du département mais qui n'est pas le plus haut de l'évaluation nationale, concerne 21 communes du nord du département.

La commune de Tourrettes est en zone sismique de très faible risque Ia.

## Histoire

### Préhistoire
Le dolmen de la Verrerie Vieille, site néolithique, inscrit sur l'inventaire supplémentaire des monuments historiques par arrêté du 3 novembre 1987, témoigne de l'occupation humaine sur le territoire de la commune.

### Antiquité
Une importante villa romaine se trouvait au quartier Saint Simon, établissant déjà la vocation agricole de la plaine de Tourrettes.

### Moyen Âge
Le nom de Tourrettes apparaît en 1032 dans les cartulaires du monastère de Lérins, puis de Saint Victor de Marseille en 1043, date de la construction de l’église Saint-André.
Les premières mentions du bourg castral de Velnasque et du bourg castral de Pibresson au XIIIe siècle.

### Renaissance
L’église a été reconstruite en 1546 et le vieux château, refuge pour les Carcistes, est détruit les Fayençois en 1590 (catholiques contre protestants).

### Révolution française et Empire
- L'original du buste de la Marianne révolutionnaire se trouve dans la salle du Conseil de la Mairie.

### Époque contemporaine
Le 15 août 1944, lors du débarquement de Provence, des unités parachutistes américaine et britanniques sont larguées autour de Fayence par erreur (elles devaient se poser à proximité du Muy). Immédiatement attaquées par les Allemands, elles réussissent à les repousser puis descendre sur Le Muy, en réquisitionnant des véhicules. Le maire des Tourrettes, venu aux informations, est tué.

## Politique et administration

### Liste des maires
| Période                                  | Période                   | Identité                   | Étiquette         | Qualité |
| ---------------------------------------- | ------------------------- | -------------------------- | ----------------- | --- |
| juillet 1944                             | octobre 1947              | Vincent Martel (1897-1987) | SFIO              | Agriculteur Nommé président de la délégation municipale puis élu maire en mai 1945                                                                                          |
| Maire en 1954                            | ?                         | André Demichelis           | app. SFIO puis PS | Conseiller général du canton de Fayence (1964 → 1976) |
| mars 1977                                | mars 1983                 | Vincent Martel (1897-1987) | SE                | Agriculteur retraité |
| mars 1983                                | juin 1995                 | Marthe Marin               |                   | |
| juin 1995                                | mars 2008                 | Jean-Marie Poujol          | DVD               | Retraité Réélu en 2001 |
| mars 2008                                | En cours (au 28 mai 2020) | Camille Bouge              | DVD-UMP-LR        | Retraité de l'enseignement supérieur 4e vice-président de la CC du Pays de Fayence (? → 2020) 8e vice-président de la CC du Pays de Fayence (2020 → ) Réélu en 2014 et 2020 |
| Les données manquantes sont à compléter. |                           |                            |                   | |

### Politique environnementale
En plus du tri sélectif mise en place sur la commune, une déchèterie est à disposition de la population. Dans le cadre de la lutte contre les incendies, la municipalité effectue un suivi du débroussaillement.

## Urbanisme

### Typologie
Au 1er janvier 2024, Tourrettes est catégorisée bourg rural, selon la nouvelle grille communale de densité à sept niveaux définie par l'Insee en 2022.
Elle appartient à l'unité urbaine de Fayence, une agglomération intra-départementale regroupant trois  communes, dont elle est une commune de la banlieue,,. La commune est en outre hors attraction des villes,.

### Occupation des sols
L'occupation des sols de la commune, telle qu'elle ressort de la base de données européenne d’occupation biophysique des sols Corine Land Cover (CLC), est marquée par l'importance des forêts et milieux semi-naturels (64 % en 2018), en diminution par rapport à 1990 (73,3 %). La répartition détaillée en 2018 est la suivante : 
forêts (60,1 %), espaces verts artificialisés, non agricoles (9,8 %), terres arables (8,8 %), zones agricoles hétérogènes (6,5 %), zones urbanisées (6,3 %), milieux à végétation arbustive et/ou herbacée (3,9 %), cultures permanentes (2,9 %), zones industrielles ou commerciales et réseaux de communication (0,9 %), prairies (0,7 %). L'évolution de l’occupation des sols de la commune et de ses infrastructures peut être observée sur les différentes représentations cartographiques du territoire : la carte de Cassini (XVIIIe siècle), la carte d'état-major (1820-1866) et les cartes ou photos aériennes de l'IGN pour la période actuelle (1950 à aujourd'hui).

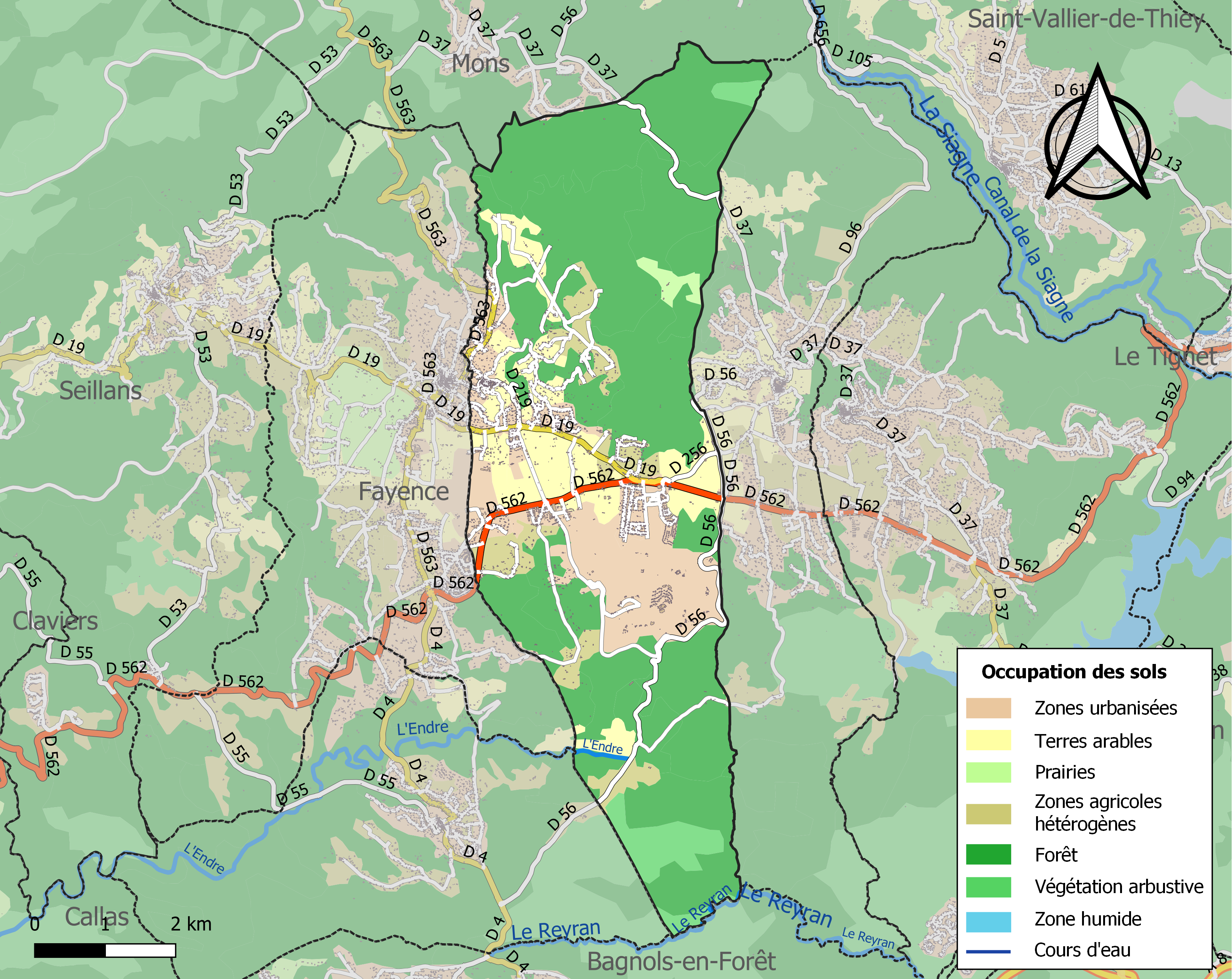
Carte des infrastructures et de l'occupation des sols de la commune en 2018 (CLC).

## Population et société

### Démographie

#### Évolution démographique
L'évolution du nombre d'habitants est connue à travers les recensements de la population effectués dans la commune depuis 1793. Pour les communes de moins de 10 000 habitants, une enquête de recensement portant sur toute la population est réalisée tous les cinq ans, les populations de référence des années intermédiaires étant quant à elles estimées par interpolation ou extrapolation. Pour la commune, le premier recensement exhaustif entrant dans le cadre du nouveau dispositif a été réalisé en 2008.

En 2022, la commune comptait 2 920 habitants, en évolution de +0,76 % par rapport à 2016 (Var : +4,98 %, France hors Mayotte : +2,11 %).
| 1793 | 1800 | 1806 | 1821 | 1831 | 1836 | 1841 | 1846 | 1851 |
| ---- | ---- | ---- | ---- | ---- | ---- | ---- | ---- | ---- |
| 636  | 602  | 511  | 605  | 701  | 809  | 847  | 816  | 818  |

| 1856 | 1861 | 1866 | 1872 | 1876 | 1881 | 1886 | 1891 | 1896 |
| ---- | ---- | ---- | ---- | ---- | ---- | ---- | ---- | ---- |
| 780  | 783  | 788  | 777  | 762  | 733  | 742  | 691  | 650  |

| 1901 | 1906 | 1911 | 1921 | 1926 | 1931 | 1936 | 1946 | 1954 |
| ---- | ---- | ---- | ---- | ---- | ---- | ---- | ---- | ---- |
| 535  | 630  | 557  | 525  | 566  | 524  | 477  | 500  | 596  |

| 1962 | 1968 | 1975 | 1982  | 1990  | 1999  | 2006  | 2008  | 2013  |
| ---- | ---- | ---- | ----- | ----- | ----- | ----- | ----- | ----- |
| 573  | 743  | 897  | 1 067 | 1 375 | 2 180 | 2 551 | 2 658 | 2 863 |

| 2018  | 2022  | - | - | - | - | - | - | - |
| ----- | ----- | - | - | - | - | - | - | - |
| 2 871 | 2 920 | - | - | - | - | - | - | - |

### Enseignement
Les parents de jeunes enfants ont une crèche et des assistantes maternelles à leur disposition. Les élèves commencent leur parcours scolaire dans la commune, à l'école maternelle et l'école primaire du village. Elles dépendent de l'académie de Nice. L'école maternelle du Coulet accueille 93 enfants ; l'école primaire du Coulet regroupe 172 écoliers.

### Les associations
La commune ne compte pas moins de 24 associations,.

### Santé
Professionnels et établissements de santé : médecin, infirmières, kinésithérapeute, radiologue...

### Sports
Dans la perspective de la Coupe d'Europe de football 2016, Tourrettes a fait partie des 66 communes de France proposées par la société organisatrice de la compétition pour servir de camp de base aux 24 équipes qualifiées (regroupant un terrain d'entrainement et un hôtel de qualité, tout en étant faciles d'accès de et vers les stades de la compétition).
La commune a finalement été choisie par l'équipe de Hongrie.

### Cultes
L'église catholique Saint-André de Tourrettes dépend de la paroisse Saint-Martial, et des paroisses du Pays de Fayence.

## Économie

### Revenus de la population et fiscalité

#### Budget et fiscalité 2023
En 2023, le budget de la commune était constitué ainsi :
- total des produits de fonctionnement : 3 922 000 €, soit 1 339 € par habitant ;
- total des charges de fonctionnement : 3 438 000 €, soit 1 174 € par habitant ;
- total des ressources d’investissement : 1 542 000 €, soit 527 € par habitant ;
- total des emplois d’investissement : 1 694 000 €, soit 579 € par habitant ;
- endettement : 1 207 000 €, soit 412 € par habitant.

Avec les taux de fiscalité suivants :
- taxe d’habitation : 13,45 % ;
- taxe foncière sur les propriétés bâties : 25,38 % ;
- taxe foncière sur les propriétés non bâties : 66,72 % ;
- taxe additionnelle à la taxe foncière sur les propriétés non bâties : 35,33 % ;
- cotisation foncière des entreprises : 21,33 %.

Chiffres clés Revenus et pauvreté des ménages en 2024.

### Activités, entreprises et commerces
Depuis 1991, un marché paysan, de ventes directes du producteur au consommateur, est organisé quatre jours par semaine, l'hiver, et six jours sur sept, l'été.
Neuf ateliers d'artistes sont installés sur la commune. En outre l'association AACT, à l'origine du Musée à Ciel Ouvert, organise des échanges sur les Arts au cœur des villages.
Le Domaine de Terre Blanche (en) autour du château Bouge, avec ses deux parcours de golfs de 18 trous.

## Culture locale et patrimoine

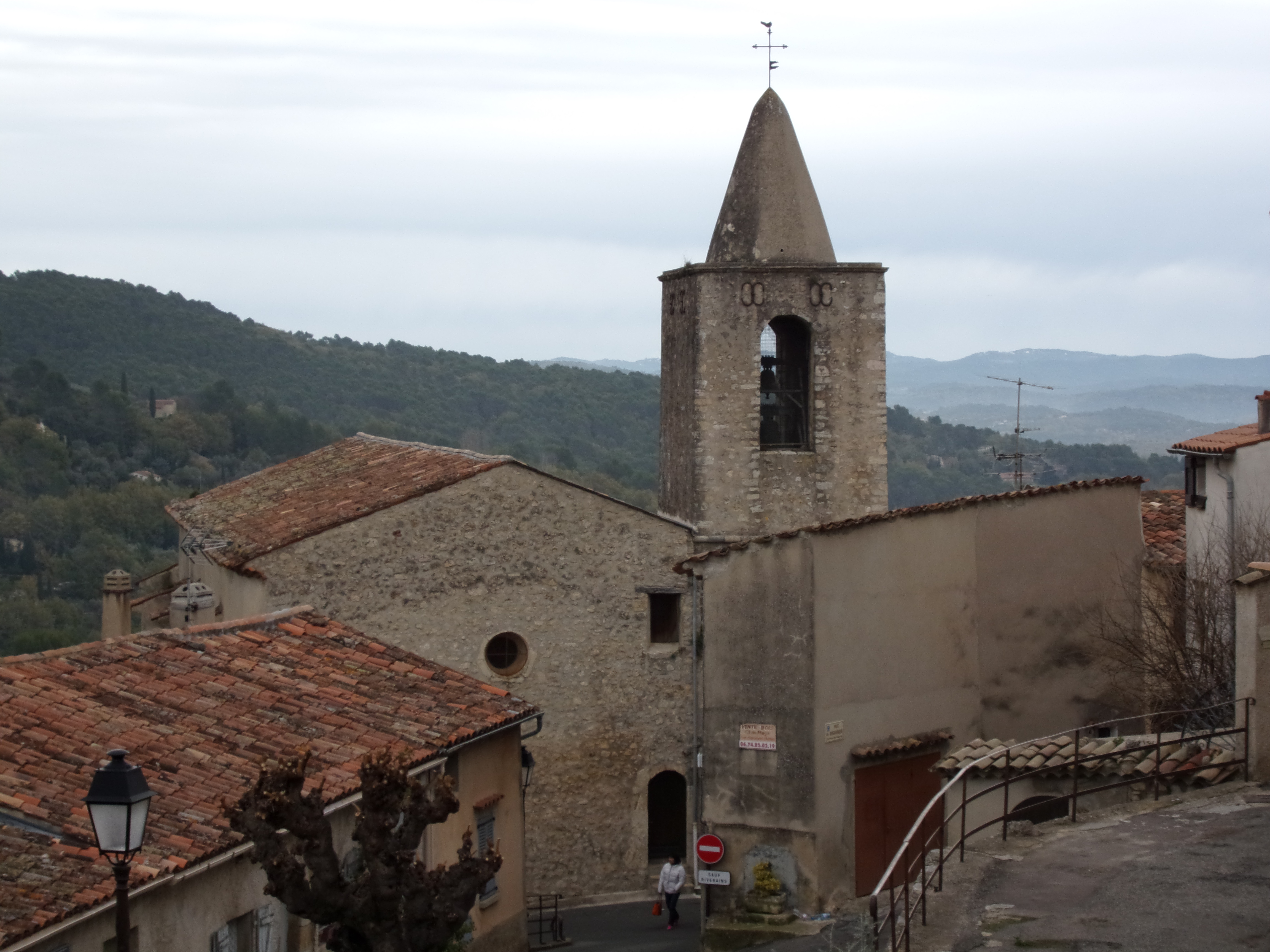
L'église Saint-André.

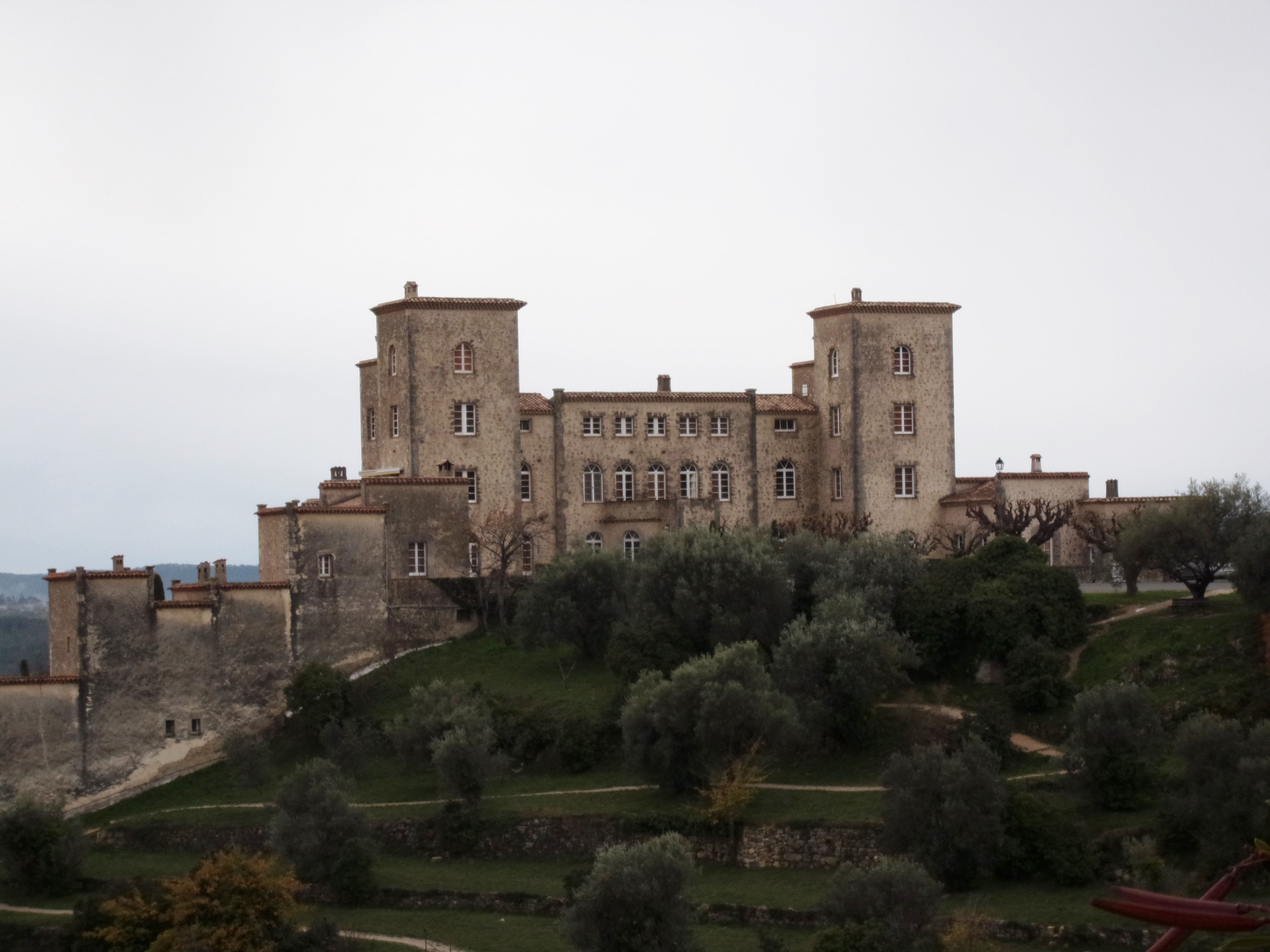
Château du Puy à Tourrettes.

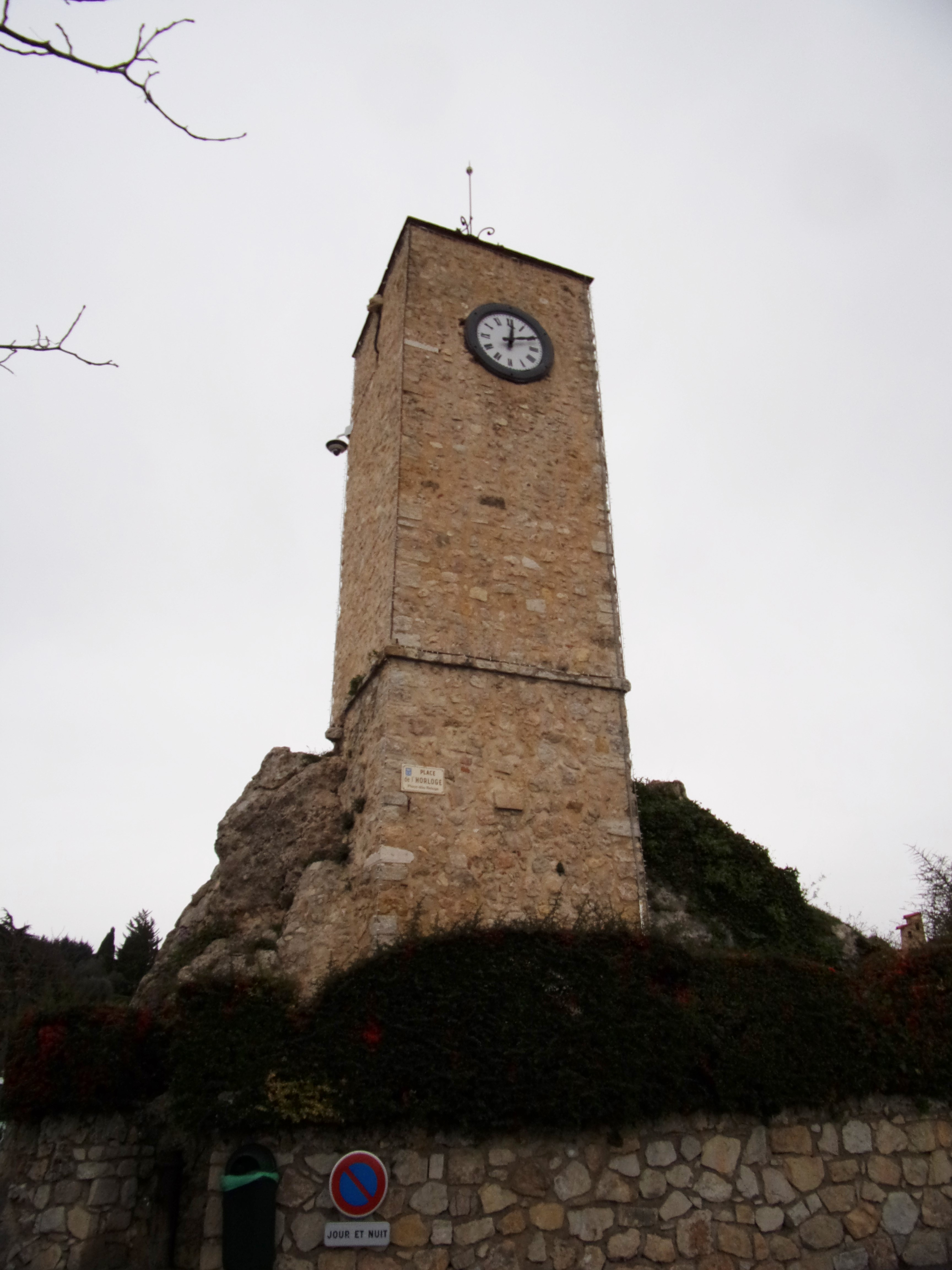
Tour de l'horloge de Tourrettes, du XIVe siècle.

### Lieux et monuments
Lieux et patrimoine religieux
- L'église Saint-André (XIe siècle)[55] : dans le cadre de la sauvegarde du patrimoine communal, la municipalité s'est associée à la Fondation du patrimoine pour la restauration de cinq tableaux de l'église, en 2010[56],[57].
- La chapelle des Pénitents (XIVe siècle)[58],[59].
- Monument aux morts[60],[61].

Patrimoine civil
- Le dolmen de la Verrerie-Vieille[62].
- Le château du Puy[63] de Jacques-Alexandre Fabre (ru), lieutenant-colonel sous Napoléon Ier[64].
- Les ruines du village médiéval de Puybresson ou Pibresson-Venasque[65].
- La tour de l'Horloge (XIVe siècle)[66].
- Le cadran solaire « je luis pour vous »[67].
- Les œuvres d'art dans les rues du village, un musée à ciel ouvert[68],[69].
- Le lavoir du Boudoura[70].

### Personnalités liées à la commune
- Annie Bruel, ancienne institutrice qui a écrit des romans de terroir comme Le Mas des oliviers.
- Joseph Marius Alexis Aubin (1802-1891), archéologue, mexicologue, paléographe, auteur d'une étude sur la peinture didactique des anciens Mexicains. Il fut un des précurseurs de l'archéologie au Mexique et collectionna les « codex », certaines de ces collections sont connues comme les fonds Aubin, en partie conservées à la bibliothèque nationale de France à Paris. Il fit notamment partie de la  commission scientifique au Mexique sous Napoléon III et fut professeur à l'université de Paris.
- Jacques-Alexandre Fabre (ru), lieutenant-colonel sous Napoléon Ier, il fut l'un des premiers polytechniciens (voir Liste de polytechniciens par promotion), ingénieur des ponts et chaussées[71]. Prisonnier en Russie et envoyé en Sibérie, Alexandre Ier (empereur de Russie) le fit venir à Saint-Pétersbourg et lui confia la construction de nombreuses infrastructures routières mais aussi des édifices civils et militaires. Il œuvra principalement à Saint-Pétersbourg en construisant des ponts sur la Neva et des édifices puis dans le reste de l'empire. Il demanda à Nicolas Ier (empereur de Russie) « l'autorisation » de rentrer en France. Il rentra à Tourrettes avec le grade de général de l'armée russe et entreprit la construction de son château (le château du Puy) qui devait devenir sa demeure, celle de ses collections et son tombeau[72].
- Joseph Perrot, père blanc et prélat catholique français.
- Jean Navarre (1914-2000), artiste peintre, vécut chemin du Terme à Tourrettes[73].
- Denyse de Bravura (1918-1993), illustratrice et graveuse qui connut une certaine notoriété dans les années 1940-1950 et 1960, passa les trente dernières années de sa vie au quartier du Lac, à Tourrettes.

### Blasonnement
|  | Les armoiries de Tourrettes se blasonnent ainsi : D'azur aux deux flanchis d'or rangés en fasce surmontés d'un agneau pascal d'argent portant sur une hampe croisetée d'or une bannerette de gueules chargée d'une croisette aussi d'argent. |